# 森特维尔 (阿拉巴马州)
森特维尔，是美国阿拉巴马州下属的一座城市，比伯县的縣城。面积约为9.45平方英里（约合24.48平方公里）。根据2000年人口普查，该市有人口2,466人。根据2010年人口普查，该市有人口2,778人，人口密度为293.94/平方英里（约合113.48/平方公里）。

## 地理
根據2000年人口普查，本城面積為9.7平方英里（25.12平方），其中9.5平方英里（24.60平方）為陸地，0.2平方英里（0.52平方）為水域。